# Tudela, Misamis Occidental

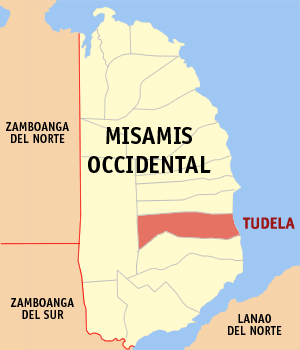
Bản đồ Misamis Occidental với vị trí của Tudela

Tudela là một đô thị hạng 4 ở tỉnh Misamis Occidental, Philippines. Theo điều tra dân số năm 2000 của Philipin, đô thị này có dân số 23.047 người trong 4.617 hộ. 

## Các đơn vị hành chính
Tudela được chia ra 33 barangay.
| - Balon - Barra - Basirang - Bongabong - Buenavista - Cabol-anonan - Cahayag - Camating - Canibungan Proper - Casilak San Agustin - Centro Hulpa | - Centro Napu - Centro Upper - Calambutan Bajo - Calambutan Settlement - Duanguican - Gala - Gumbil - Locso-on - Maikay - Maribojoc - Mitugas | - Nailon - Namut - Napurog - Pan-ay Diot - San Nicolas - Sebac - Silongon - Sinuza - Taguima - Tigdok - Yahong |